# Ambillou-Château
Ambillou-Château korábbi község Franciaország Loire mente régiójában, Maine-et-Loire megyében. 2016. január 1-jén Louerre és Noyant-la-Plaine  korábbi községgel egyesült és Tuffalun új község része lett.
Lakosainak száma 937 fő (2018. január 1.).

## Népesség
A település népességének változása:
| Lakosok száma | 755  | 750  | 691  | 726  | 807  | 930  | 941  | 1814 | 921  | 937  |
|               | 1962 | 1968 | 1975 | 1990 | 1999 | 2008 | 2013 | 2016 | 2017 | 2018 |